# Communauté de communes de la Haute Moselotte
La communauté de communes de la Haute Moselotte (CCHMo) est une ancienne communauté de communes française située dans le département des Vosges et la région Grand Est.

## Histoire
Depuis avril 2001, les cinq communes ont développé un projet de création d'une communauté de communes. Le projet devient réalité le 1er janvier 2002.
La communauté de communes fusionne avec deux autres EPCI pour former la communauté de communes des Hautes Vosges au 1er janvier 2017.

## Composition
La communauté de communes regroupait 5 communes :
| Nom                     | Code Insee | Gentilé    | Superficie (km2) | Population (dernière pop. légale) | Densité (hab./km2) |
| ----------------------- | ---------- | ---------- | ---------------- | --------------------------------- | ------------------ |
| Cornimont (siège)       | 88116      | Counehets  | 40,23            | 3 331 (2014)                      | 83                 |
| La Bresse               | 88075      | Bressauds  | 57,94            | 4 282 (2014)                      | 74                 |
| Saulxures-sur-Moselotte | 88447      | Saulxurons | 31,87            | 2 720 (2014)                      | 85                 |
| Thiéfosse               | 88467      | Kédales    | 7,62             | 612 (2014)                        | 80                 |
| Ventron                 | 88500      | Véternats  | 24,97            | 857 (2014)                        | 34                 |

## Compétences
La communauté de communes a pour objet d'associer les communes au sein d'un espace de solidarité en vue de l'élaboration d'un projet commun de développement d'aménagement de l'espace. Elle est chargée de l'élaboration d'un projet de développement durable qui intéresse les communes adhérentes, en matière économique, sociale, culturelle, environnementale et agricole.

## Budget et fiscalité
- Total des produits de fonctionnement : 2 247 000 euros, soit 171 €uros par habitant
- Total des ressources d’investissement : 589 000 euros, soit 45 €uros par habitant
- Endettement : 18 000 €uros, soit 1 euro par habitant[1].

## Administration
Depuis 2014, le Conseil d'administration compte 26 délégués, dont 5 vice-présidents.
| Période                                  | Période          | Identité                 | Étiquette | Qualité                                                                                            |
| ---------------------------------------- | ---------------- | ------------------------ | --------- | -------------------------------------------------------------------------------------------------- |
| Les données manquantes sont à compléter. |                  |                          |           | |
|                                          | 25 avril 2014    | Guy Vaxelaire            | PS        | Maire de La Bresse (1977-2014) Conseiller général du canton de Saulxures-sur-Moselotte (1992-2014) |
| 25 avril 2014                            | 31 décembre 2016 | Jean-Claude Dousteyssier |           | Maire de Ventron (depuis 2008)                                                                     |